# Кръг на А. К. Хан
Кръг на Абдул Кадир Хан (на английски: A. Q. Khan's ring) е термин, отнасящ се до кръга на разпространение на ядрени технологии сред страни, които според Запада са заплаха за световния мир. Наречен е на пакистанския металург и ядрен физик Абдул Кадир Хан (съкратено А. К. Хан), който е главното лице, участвало в разпространението.

## Дейност на Хан
Нидерландия
Абдул Кадир Хан е пакистански металург, който дълго време е работил за нидерландския ядрен консорциум URENCO. През 1972 г. постъпва на работа в Лабораторията за динамични физични изследвания, Амстердам. Тази лаборатория е била дъщерна компания на консорциума със седалище в Амстердам, но изследванията са се провеждали в Алмело.
През 1974 г. Индия детонира първата си атомна бомба „Усмихнатият Буда“, което изправя нейния заклет враг Пакистан на нокти. По онова време А. К. Хан вече се е издигнал високо в йерархията на компанията и разполага с достъп до чертежите и дизайна на центрофугите, които обогатяват уран за европейските реактори. Те се считат за фирмена тайна и по принцип само няколко души имат достъп до тях.
Хан предава получената информация на агенти от пакистанското разузнаване, но от управата на компанията узнават за това. А. К. Хан обаче не е задържан, тъй като ЦРУ иска да разбере повече за действията му. Не съществуват обаче преки доказателства, които да го уличат като шпионин. Хан внезапно напуска Нидерландия през 1975 г.
Пакистан
През 1976 г. Абдул Кадир Хан е назначен за ръководител на пакистанската ядрена програма с помощта на премиера Зулфикар Али Бхуто. Същата година е създаден център за обогатяване на уран в Кахута, който използва откраднатите технологии. Същият център по-късно отговаря и за проектирането и производството на ракетата „Гаури“, която пренася ядрени бойни глави.
През 1980-те години центърът е посетен и от китайски ядрени техници. В средата на 1980-те години някои от пакистанските ядрени технологии са предоставени на Северна Корея, която най-вероятно в замяна е доставила чертежи на своята ракета „Родон-1“ – прототип на „Гаури“.

## Страни от кръга
Следват държавите, които са свързани (пряко или косвено) с Абдул Кадир Хан и които сформират „кръга“.
Доказани връзки
- Нидерландия – оттам Хан открадва чертежи на центрофуги, както и друга ценна информация, която по-късно е приложена в пакистанската ядрена програма. През 1976 г. нидерландското правителство продава още центрофуги на Пакистан.
- Пакистан е основното работно място на учения. А. К. Хан се счита за основател на пакистанската ядрена програма, чиято кулминация е серията ядрени опити „Чагай-I“ през 1998 г.
- Китай вероятно е предал технически знания на Пакистан през 1980-те години, най-вероятно след молба на Абдул Кадир Хан. Възможно е трансферът на ядрени техологии към Северна Корея да е минавал през Китай.
- Северна Корея може би е получила известни технически знания върху преработката на уран за военни цели и неговото обогатяване. Ракетата „Гаури“ се базира на севернокорейската „Родон-1“.
- Иран започва масивно развитие на ядрената енергия през 1980-те години, като започва с построяването на изследователски център с газови центрофуги. Според инспектори на МААЕ всички съоръжения са по проекти на URENCO, което сочи към съдействие на А. К. Хан.
- Либия – след изненадващи признания за съществуването на тайни програми за оръжия за масово поразяване либийците се отказват от тях. Според ядрените инспектори, посетили Либия през 2004 г., съществуващите центрофуги за обогатяване на уран са почти същите като тези, използвани първоначално от Иран.
- Малайзия – според много специалисти в страната са произвеждани части за центрофугите, които чрез контрабанда са внасяни в Пакистан.
- Германия – известно е, че германска компания е продала известно количество тритий на Пакистан, който материал е необходим за термоядрено оръжие.

Недоказани връзки
- Ирак Иракски учени са отказали предложение за техническа подкрепа през 1980-те години от страх, че Хан може да е свързан с терористична групировка. Макар да има множество автентични документи, които свидетелстват за подобни предложения, никой от тях не може да докаже участието му.
- Ал-Каида е правила много опити да се свърже с Абдул Кадир Хан или негови приближени с цел получаване на информация за направата на проста атомна бомба или радиологично оръжие. Хан твърди, че е отказал всякаква информация на групировката.